# Glanzend peermos
Glanzend peermos (Pohlia cruda) is een mossoort uit de sterrenmosfamilie (Mniaceae). Het komt voor op lemig of fijn zand.

## Determinatie
Glanzend peermos vormt losse tot matig dichte, tot 4 centimeter hoge, lichtgroene tot blauiggroene en droog opvallend metallisch glanzende gazons. De opgerichte stelen zijn roodachtig. De bladeren zijn in het onderste deel van de stengel klein, eivormig-lancetvormig en ver uit elkaar geplaatst, aan de top van de stengel groter en langer, smal lancetvormig en in een rozet geplaatst. De bladranden zijn geheel gaaf tot aan de punt licht getand, de onderste, rode bladnerf eindigt voor de bladpunt. De bladeren zijn moeilijk te bevochtigen.
De bladcellen zijn lineair, licht wormachtig, 8 tot 14 micrometer breed en tot 200 micrometer lang. Ze zijn bijna in het hele blad vrij uniform, alleen aan de rand iets smaller en aan de bladbasis rechthoekig en roodachtig.
De soort kan ofwel dioecisch zijn (gescheiden geslachten op verschillende planten), of paröecisch (gametangiën gescheiden op dezelfde stengel) of synöecisch (tweeslachtig). De ongeveer 3 centimeter lange seta is roodachtig, gekruld en bovenaan zwaanhalshoekig gebogen, het sporenkapsel is schuin, horizontaal, zelden hangend, geelbruin en verlengd eivormig. Het deksel van de capsule is vlak gewelfd of halfrond en meestal met een bultje bedekt. Het buitenste peristoom is bleekgeel en papillose, het binnenste is bijna hyaliene. Sporen zijn 18 tot 25 micrometer groot en fijn papillose.

## Ecologie
Glanzend peermos is bekend van kalkarme, maar basenhoudende (lemige), humeuze steilkanten, holle wegen e.d., waar het samengroeit met soorten als groot rimpelmos en nerflevermos.

## Verspreiding
Glanzend peermos is een arctisch-boreaal-montane soort. Wereldwijd komt voor op zowel het noordelijk als het zuidelijk halfrond. In Europa komt het vooral voor in bergachtige gebieden op hogere hoogtes. Vanuit de Centrale Alpen worden vindplaatsen tot op een hoogte van 3500 meter gemeld. In het laagland is het zeldzaam of helemaal afwezig. In Nederland staat het op de rode lijst in de categorie 'verdwenen'. Glanzend peermos is tussen 1868 en 1873 negen keer verzameld in vijf atlasblokken in Zuid-Limburg (Gulpen, Mheer, Schinnen, Puth, St. Jans Geleen, Terhagen, Beek, Catsop). Pohlia cruda is echter mogelijk in 2001 verzameld in Valkenburg, langs een kademuur van de molenarm van de Geul. Het materiaal laat echter geen 100 % zekere determinatie toe.

## Fotogalerij

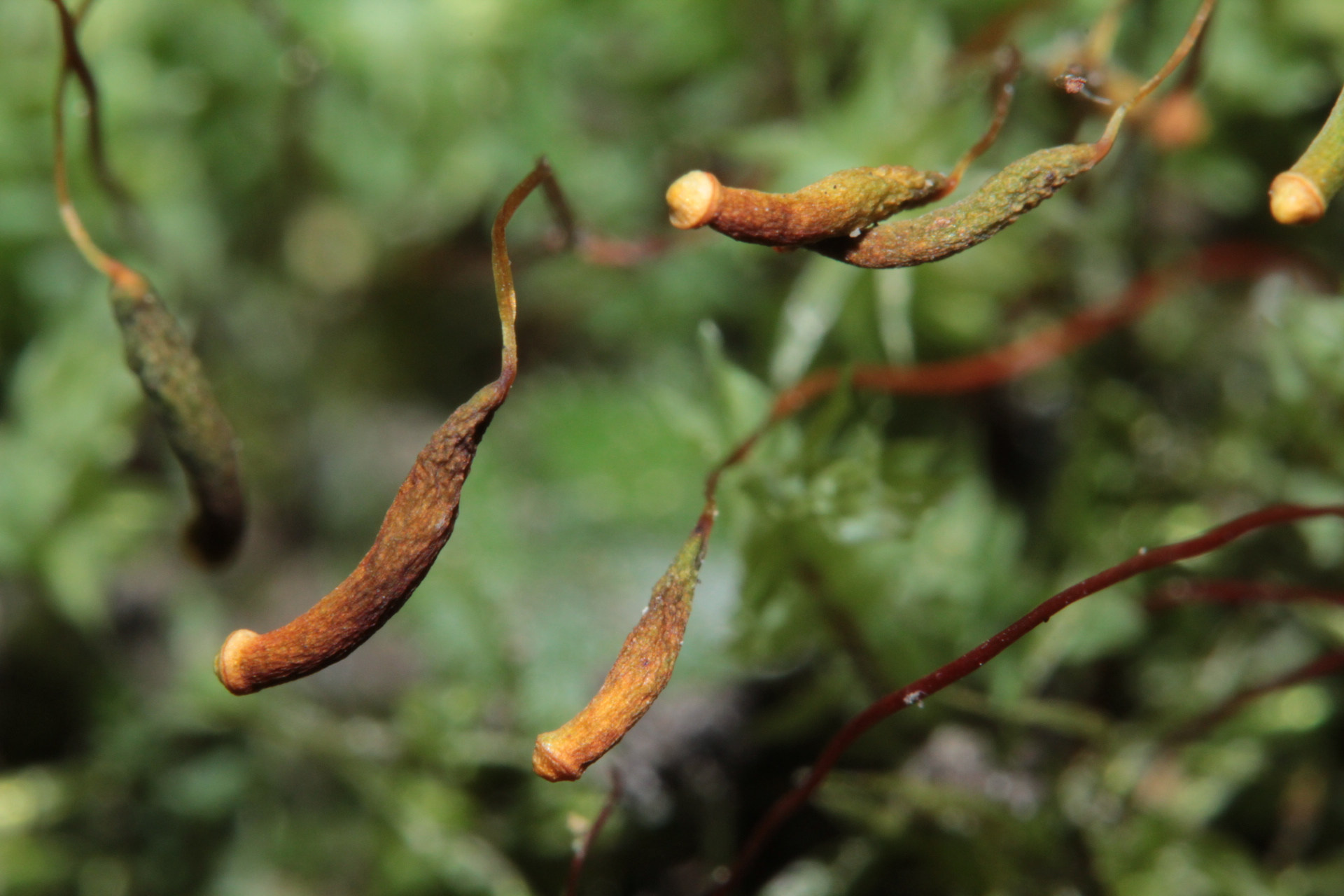
Kapsels
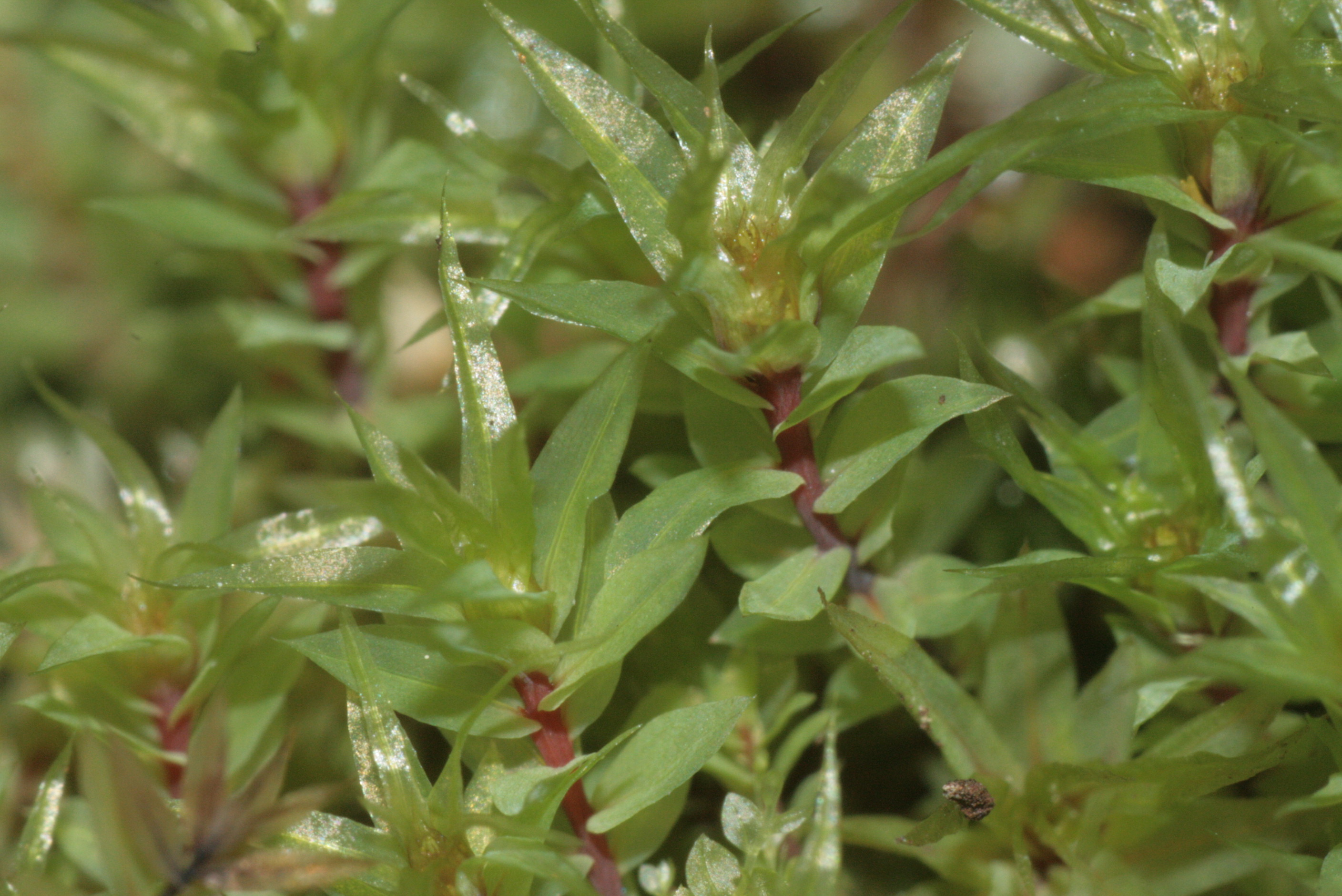
Bladeren
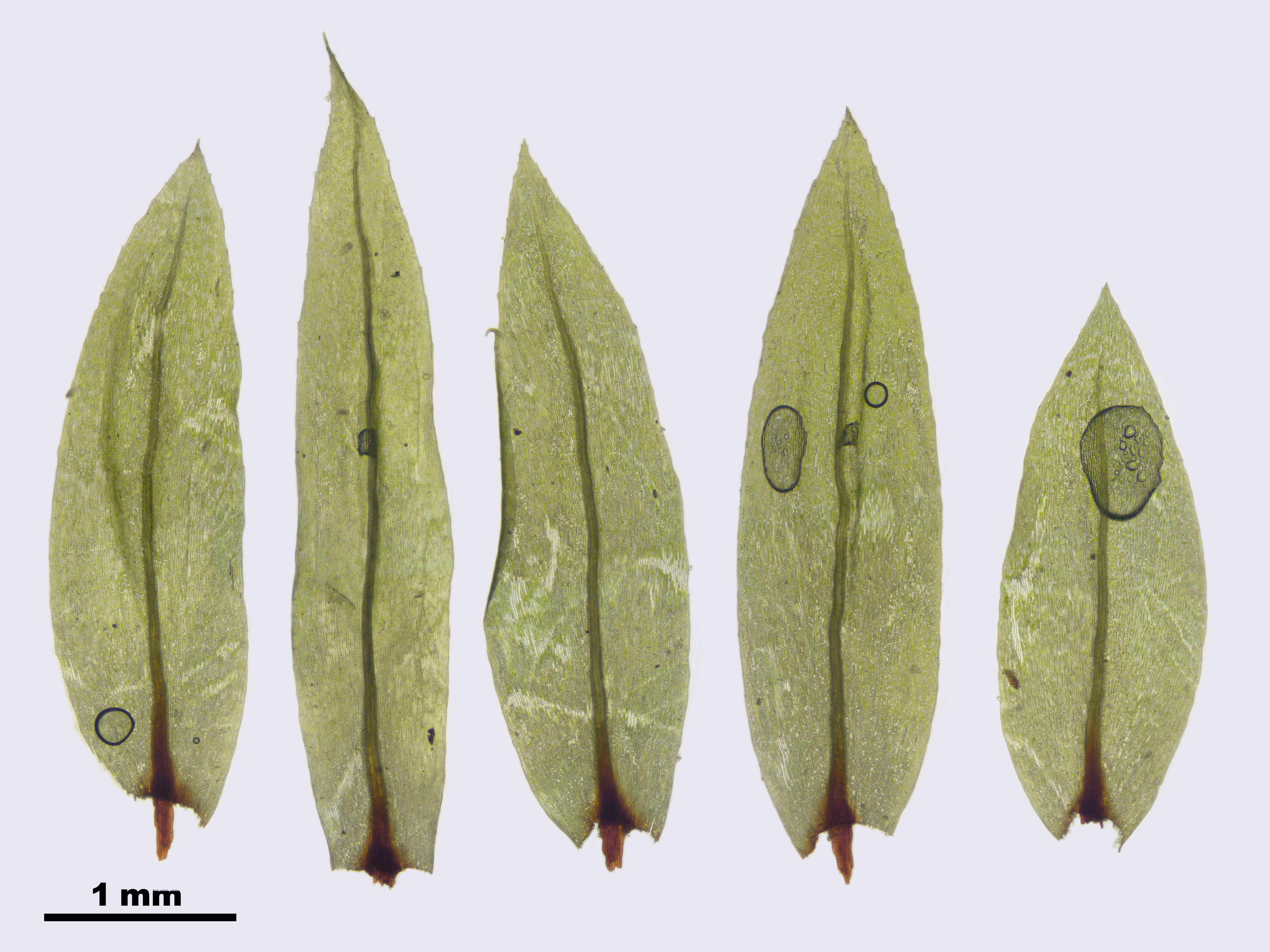
Bladeren
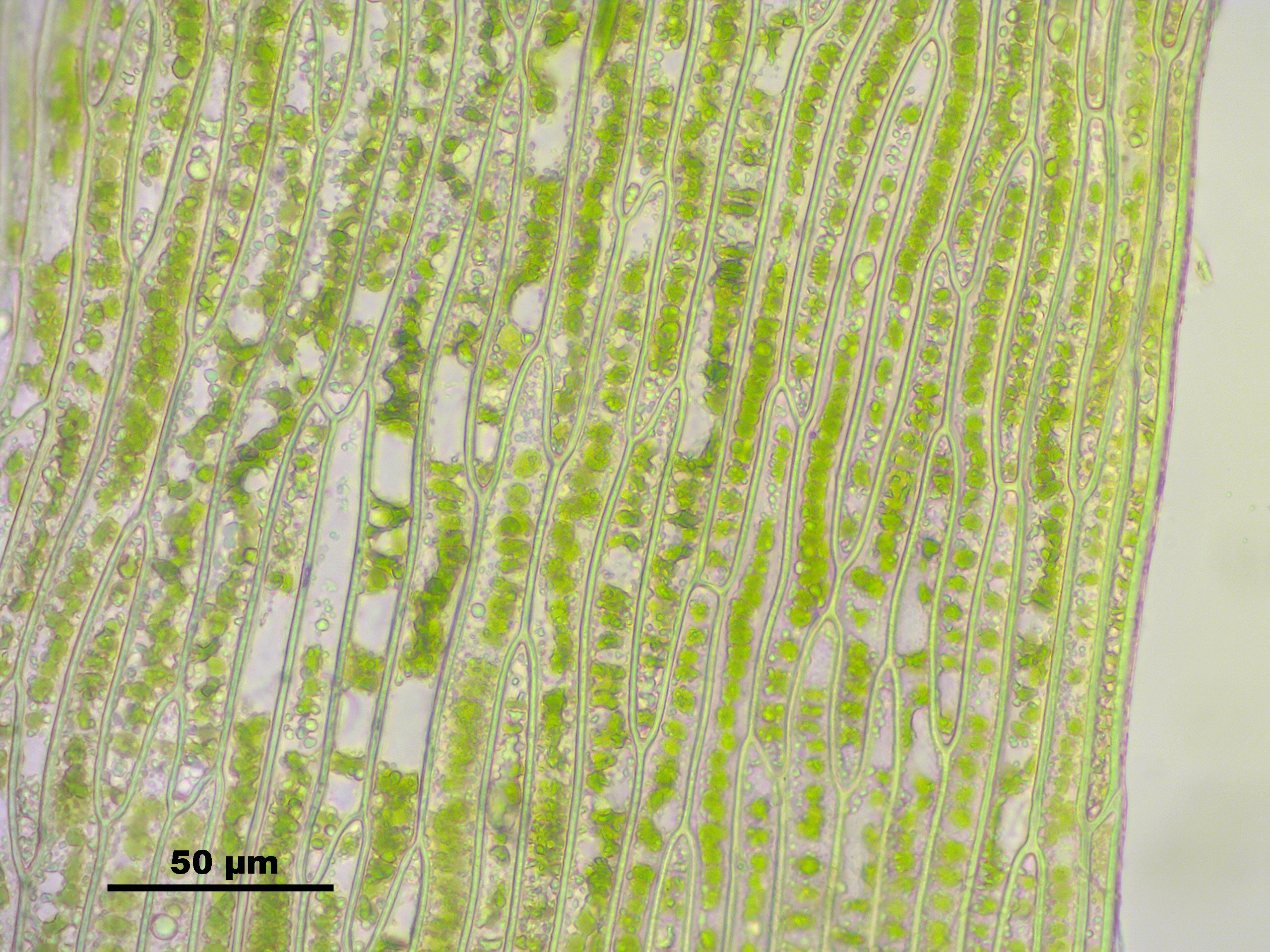
Bladcellen midden
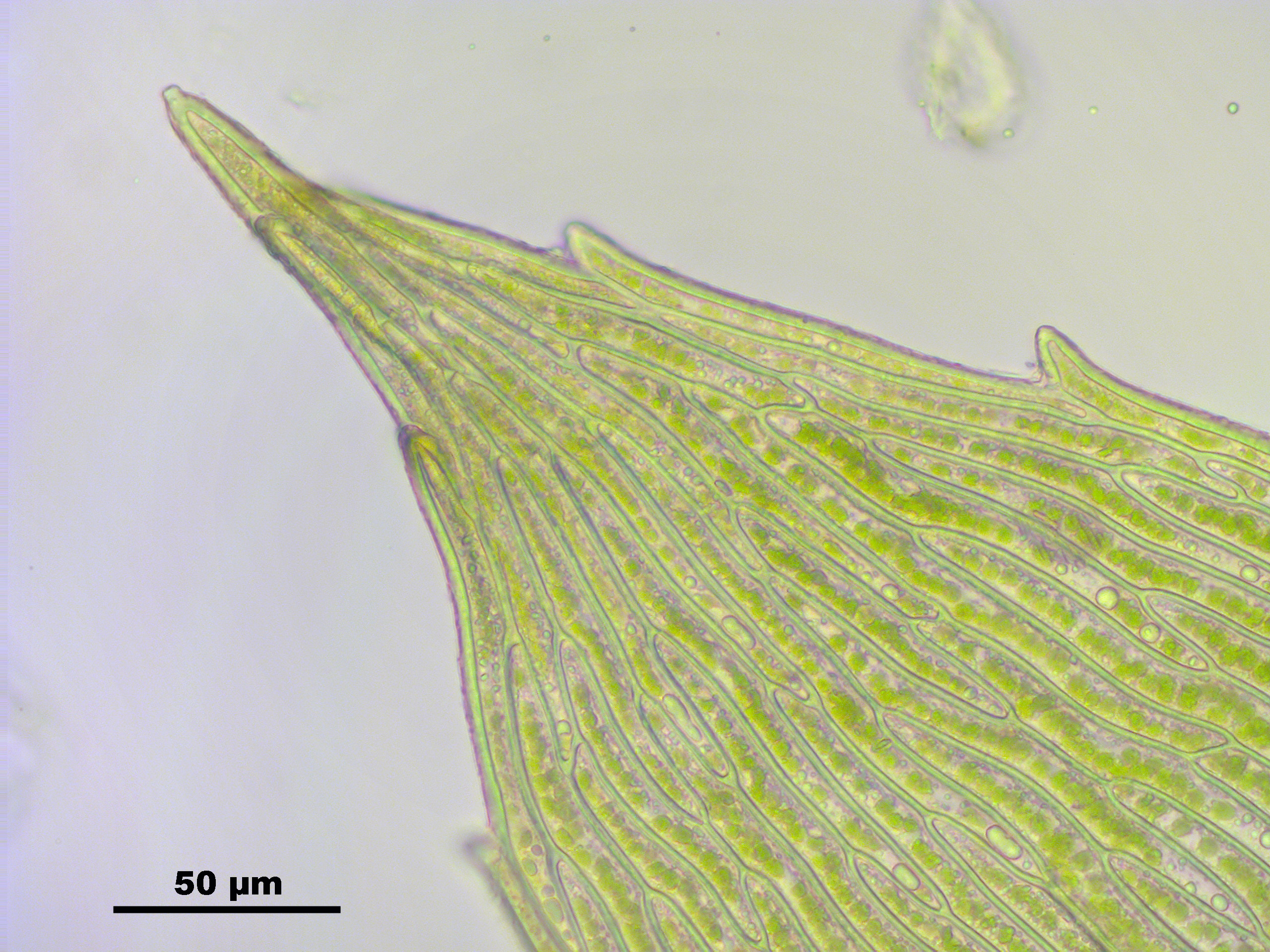
Bladcellen top
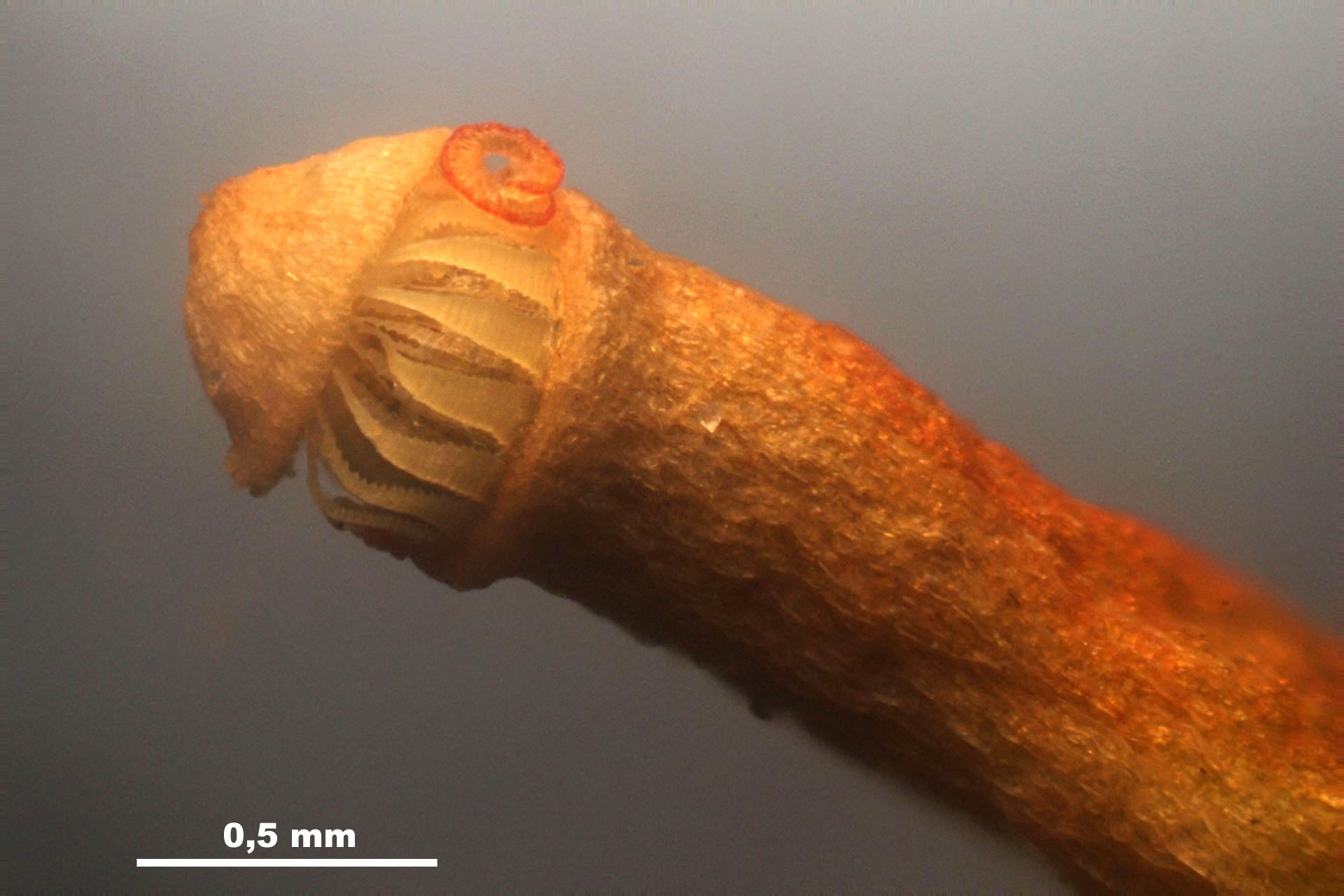
Sporenkapsel
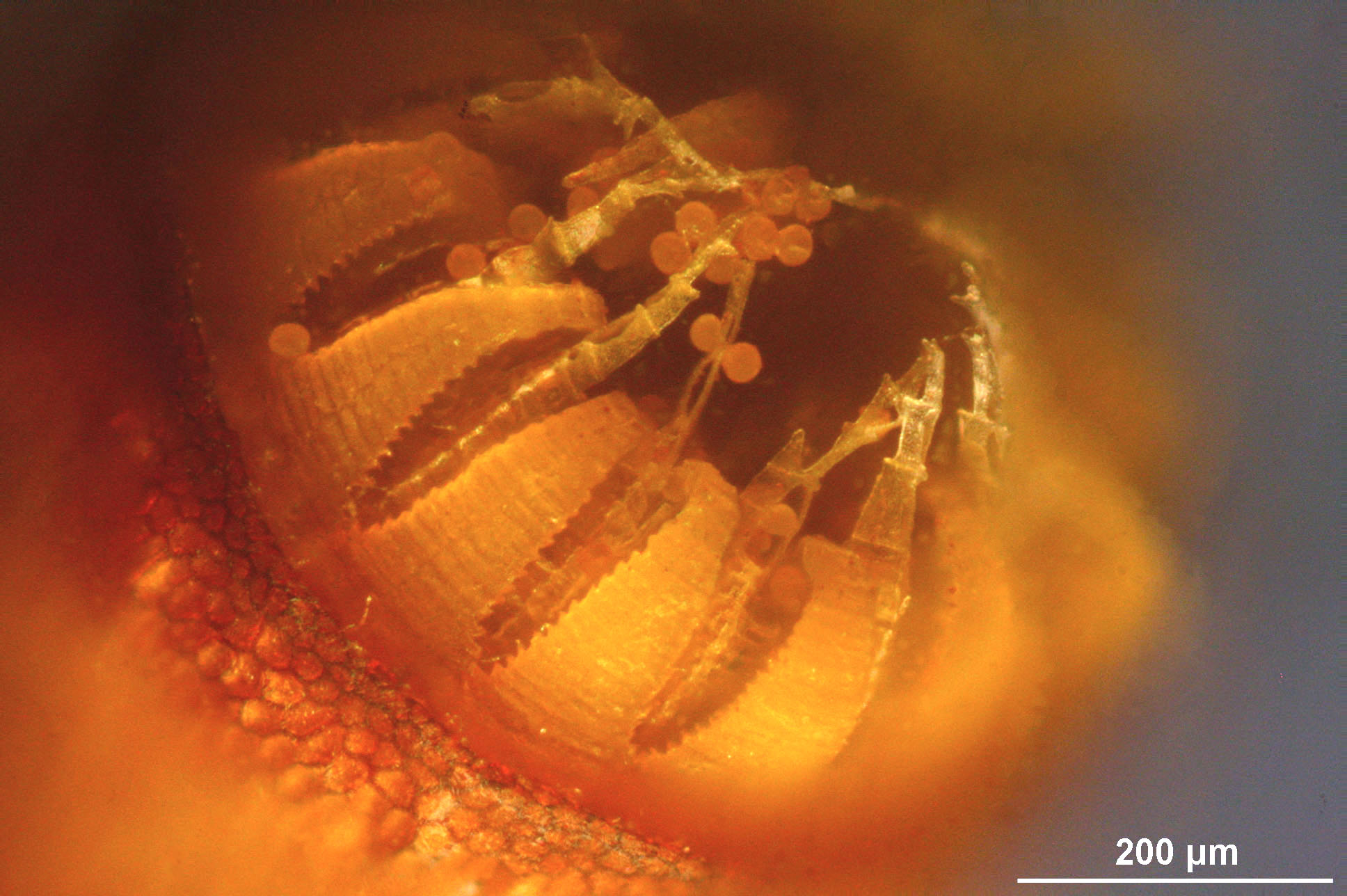
Peristoomtanden